# Acacia buxifolia
Acacia buxifolia é uma espécie de leguminosa do gênero Acacia, pertencente à família Fabaceae.